# Gastrocopta boninensis
Gastrocopta boninensis é uma espécie de gastrópode  da família Pupillidae.
É endémica de Japão.